# Santa Luzia (Minas Gerais)
Santa Luzia es un municipio que pertenece a la Región Metropolitana de Belo Horizonte, en el Estado de Minas Gerais. Se encuentra a 19°46′12″ de latitud sur y 43°51′2″ de longitud oeste, a una altitud de 751 metros. Su población según el censo del 2010 del IBGE es 203 184 habitantes [2], con la mayor concentración de población y actividad comercial en el distrito de São Benedito, situado a ocho kilómetros del centro de la ciudad.
Tiene una superficie de 233 759 km² y se divide en superior, Parte Baja, distrito de San Benedito y la zona rural.